# Rapado (pel·lícula)
Rapado és una pel·lícula coproducció de l'Argentina i Països Baixos dramàtica estrenada l'1 d'agost de 1996 escrita i dirigida per Martín Rejtman, primer llargmetratge del director.

## Sinopsi
Un adolescent omença a canviar la seva vida quan la seva motocicleta, diners i sabatilles són robats. A partir d'aquest moment, es rapa per complet i comença a obsessionar-se amb la idea de poder robar una moto similar a qualsevol persona. Els seus intents per dur a terme el robatori el porten a trobades que es disparen en diverses direccions i s'entrellacen de manera enrevessada i inesperada.

## Exhibició
La pel·lícula va ser presentada primer al Festival Internacional de Cinema de Locarno en Suïssa a l'agost de 1992, i després va ser llançada a l'Argentina l'1 d'agost de 1996.

## Repartiment
- Ezequiel Cavia
- Damián Dreizik
- Mirta Busnelli
- Horacio Peña
- Gonzalo Córdoba
- Cecilia Biagini
- José Glusman
- Verónica Llinás
- Pichón Baldinú
- Lucas Martí
- Juan Carrasco
- Néstor Frenkel
- Natalia Cano
- Juan Martín del Valle
- Jorge Capobianco
- Cristian Drut
- Ricardo Diez
- Rosario Bléfari

## Estil
El El director/productor Martín Rejtman va desenvolupar un estil minimalista fent aquesta pel·lícula, molt particular per a l'època. Referent al context que envoltava la producció del film, Rejtman va declarar: "Quan vaig fer Rapado, vaig sentir que el cinema argentí tenia massa diàleg, i damunt dolent. Odio els adorns, odio l'artifici, odi qualsevol cosa que sigui innecessària, perquè en realitat no hi ha res més enllà de la pantalla".

## Recepció de la crítica
Pablo Suárez, crític de cinema per al Buenos Aires Herald i membre de FIPRESCI Argentina va dir que Rapado era:
| « | "...eel primer llargmetratge que va demostrar que un altre tipus de cinema era possible a l'Argentina, un capaç d'empènyer els límits. Rapat va ser un absolut oasi en una terra plagada de pel·lícules amb narratives agonitzants, sense profunditat ni inspiració genuïna, i així i tot subsidiades pel Estat en favor del Statu quo". | » |

## Premis

### Guanyats
- Asociación de Cronistas Cinematográficos de la Argentina: Premis Cóndor de Plata 1997; Millor Opera Prima, Martín Rejtman.[4]

### Nominacions
- Festival Internacional de Cinema de Locarno: Leopardo dorado; Martín Rejtman; 1992.